# Négone
Négone es el primer juego de realidad interactiva. 
A medio camino entre los videojuegos y los juegos de rol en vivo, Négone plantea un nuevo concepto de ocio, convirtiendo a sus jugadores en los protagonistas reales de una aventura.

## El sistema de juego
El jugador entra en el tablero de juego, es el protagonista. 
Es una experiencia inmersiva e interactiva: en un espacio físico (siempre en interiores), se recrea una aventura a través de estancias o escenas. El jugador debe avanzar por las escenas, interactuando con su entorno para conseguir cumplir su misión. Además, deberá demostrar su habilidad física, su ingenio y su imaginación para superar los retos con los que se encontrará en las distintas estancias. Sus acciones en el juego determinarán su aventura, una aventura dinámica en la que el jugador es el protagonista, en la que los puntos, los objetos conseguidos, la vida... Determinarán el éxito de su misión.
Antes de entrar en el juego, a cada jugador se le entrega un pequeño ordenador de muñeca (como un brazalete).

## Historia
Négone fue creado por la compañía española DifferendGames, S.A., fundada en el año 2002. Después de 18 meses, en julio del año 2003 abrió su primer local de ocio interactivo. 
El primer juego Négone, se llamó "La Máquina" y se inauguró en el Centro Comercial Nassica en Getafe, al sur de Madrid (España). Este primer juego se denominó la "Versión 1.0".
Los resultados obtenidos en el primer local permitieron la evolución hacia la Versión 2.0.
El 27 de octubre de 2005 se inauguró un nuevo local, en pleno centro neurálgico de Madrid, frente al estadio Santiago Bernabéu. 
Se decía que el próximo Négone contaría con la Versión 3.0 del juego, que según los planes de la empresa incluiría otros entornos como telefonía móvil, WWW e incluiría robots dentro del juego, cuya misión sería atraparte y matarte (virtualmente).
A mediados de mayo de 2009, el local "La Fuga" en el centro de Madrid, único centro de Négone, cierra dando por zanjada prácticamente toda posibilidad de expansión y sin ningún aviso de posible próxima apertura. El 19 de mayo de 2009 las webs, tanto del juego ( Archivado el 4 de julio de 2008 en Wayback Machine.) como de la empresa desarrolladora () se encuentran ya fuera de línea y días antes aparecía como cancelada la venta de entradas en línea a través de tick-tack-ticket.

## Négone La Fuga (Madrid)
El local reproducía más de 20 salas de una prisión futurista del siglo XXXI llamada Mazzinia. Estas salas estaban completamente ambientadas en cuanto a su estética, iluminación y sonido, logrando en los jugadores un nivel de inmersión asombroso.

### El mundo de La Fuga
El argumento de la historia nos sitúa en el siglo XXXI. Hemos sido encarcelados en la más moderna de las cárceles: Mazzinia, y debemos escapar. 
En este futuro un solo organismo gobierna toda la tierra y ha desarrollado sofisticados sistemas de control sobre todos los seres humanos, encarcelando a todos aquellos sospechosos de cuestionar cualquiera de las consignas impuestas. Pensar, sentir y dudar es un delito.
Mazzinia es la cárcel perfecta: Un inexpugnable centro de reclusión de máxima seguridad y última tecnología.

### El juego
Cada jugador recibe en la puerta una pequeña consola que debe colocarse en la muñeca y una tarjeta que le permitirá cargar en su miniordenador la aventura que vivirá.
Al inicio del juego el jugador es conducido a unas celdas, y desde ahí, comienza su aventura. Atravesando los vertederos de la cárcel, las zonas de carga y descontaminación, el jugador tendrá que llegar hasta las zonas prohibidas, el laboratorio, el arsenal —repleto de rayos láser que debemos esquivar—, el sistema vital —una increíble piscina de bolas—, el puesto de mando y el Sistema Central ente otros.
Todas las pruebas que el jugador encuentra en su camino requieren concentración, imaginación e ingenio, además de rapidez, ya que el tiempo es limitado. Pero no todo esta en contra. Un grupo de hackers rebeldes nos ayuda desde el exterior: el Comando Mazzinia Libre. Con su ayuda, y siguiendo sus instrucciones el jugador puede conseguir escapar.